# Shelburne (Nova Escócia)
Shelburne é a cidade sede do condado de Shelburne, na província canadense da Nova Escócia, província do atlântico no leste do Canadá.